# الكعك السوكني
الكعك السوكني رغم أنه كعك سوكني بامتياز، إلا أن المدن المجاورة أخذت شكله وغيرت في مقادير تكوينه وبالتالي طعمه وأطلقت عليه ( كعك بلاد )، كما انتقل إلى بعض مدن الجنوب الليبي واطلقت عليه مسمى ( كعك مخمر ) ولكن يبقى الكعك السوكني أصيل مدينة سوكنة، وتاريخها الفني والفكري والثقافي كفيل بحفظ حقوق الملكية الفكرية في كل صناعاتها ومورثوها الثقافي والفني.

## المكونات
1. 10 بيضات
2. كوب زيت زيتون .
3. كوب سكر .
4. 3 ملاعق بيرة .
5. فانيليا و مستيكة .
6. بزار .
7. نصف كوب ماء زهر .
8. كمون .
9. 3 مالقيات دقيق .

## طريقة التحضير
يتم خلط البيض مع ماء الزهر والمستيكة مع زيت الزيتون و بعد ذلك يُضاف البزار والكمون والبيرة وقليلاً من الماء بمقدار ( مالقي ) ويدر الدقيق شيئاً فشيئاً مع تحريك بشكل مستمر مع إضافة السكر، ويوضع في مكان حتى تتفاعل البيرة مع مكوناته، ومن بعد ذلم يتم تشكيله بالطريقة المعروفة ويضع في الفرن، وبعد ان يستوي يتم تغميسه في الزيت الساخن و وضع السكر المطحون عليه ويقدم للأكل .